# Championnat de Namibie de football 2010-2011
Navigation
Édition précédente Édition suivante
La saison 2010-2011 du Championnat de Namibie de football est la dix-neuvième édition de la Premier League, le championnat de première division national namibien. Les équipes engagées sont regroupées au sein d'une poule unique où elles affrontent deux fois leurs adversaires, à domicile et à l'extérieur. En fin de saison, les deux derniers du classement sont relégués et remplacés par les deux meilleurs clubs de deuxième division.
C'est le Black Africa FC qui remporte la compétition cette saison après avoir terminé en tête du classement, avec huit points d'avance sur un duo composé de Ramblers FC et d'Orlando Pirates Windhoek. C'est le cinquième titre de champion de Namibie de l'histoire du club.

## Participants
- Ramblers FC
- Blue Boys FC - Promu de D2
- SK Windhoek
- Eleven Arrows FC
- African Stars FC
- Civics FC
- Blue Waters FC
- Oshakati City FC
- United Africa Tigers FC
- Black Africa FC
- Orlando Pirates Windhoek
- Mighty Gunners FC - Promu de D2

## Compétition

### Classement
Le classement est établi sur le barème de points classique : victoire à 3 points, match nul à 1, défaite à 0.
| Rang | Équipe                   | Pts | J  | G  | N | P  | Bp | Bc | Diff |
| ---- | ------------------------ | --- | -- | -- | - | -- | -- | -- | ---- |
| 1    | Black Africa FC          | 47  | 22 | 15 | 2 | 5  | 41 | 19 | +22  |
| 2    | Ramblers FC              | 35  | 22 | 10 | 5 | 7  | 22 | 15 | +7   |
| 3    | Orlando Pirates Windhoek | 35  | 22 | 10 | 5 | 7  | 30 | 24 | +6   |
| 4    | African Stars FCT        | 33  | 22 | 8  | 9 | 5  | 23 | 16 | +7   |
| 5    | United Africa Tigers FC  | 31  | 22 | 9  | 4 | 9  | 27 | 20 | +7   |
| 6    | Eleven Arrows FCC        | 31  | 22 | 9  | 4 | 9  | 28 | 22 | +6   |
| 7    | SK Windhoek              | 31  | 22 | 9  | 4 | 9  | 23 | 26 | -3   |
| 8    | Civics FC                | 29  | 22 | 8  | 5 | 9  | 18 | 27 | -9   |
| 9    | Blue Waters FC           | 28  | 22 | 8  | 4 | 10 | 27 | 30 | -3   |
| 10   | Mighty Gunners FCP       | 26  | 22 | 7  | 5 | 10 | 25 | 33 | -8   |
| 11   | Blue Boys FCP            | 24  | 22 | 7  | 3 | 12 | 28 | 39 | -11  |
| 12   | Oshakati City FC         | 19  | 22 | 5  | 4 | 13 | 22 | 43 | -21  |

|  | Champion de Namibie 2010-2011                                                           |
|  | Relégation directe en deuxième division                                                 |
|  | T : Tenant du titre C : Vainqueur de la Coupe de Namibie P : Promu de deuxième division |

## Bilan de la saison
| Championnat de Namibie de football 2010-2011                        |                            |
| Champion                                                            | Black Africa FC (5e titre) |
| Coupes et trophées                                                  |                            |
| Vainqueur de la Coupe de Namibie 2010-2011                          | Eleven Arrows FC           |
| Qualifications continentales                                        |                            |
| Ligue des champions de la CAF 2012                                  | Aucun                      |
| Coupe de la confédération 2012                                      | Aucun                      |
| Promotions et relégations                                           |                            |
| Promus en Championnat de Namibie de football                        | Hotspurs FC                |
| Promus en Championnat de Namibie de football                        | United Stars FC            |
| Relégués en Championnat de Namibie de football de deuxième division | Blue Boys FC               |
| Relégués en Championnat de Namibie de football de deuxième division | Oshakati City FC           |